# The Second Jungle Book: Mowgli & Baloo
The Second Jungle Book: Mowgli & Baloo is een Amerikaanse avonturenfilm uit 1997, losjes gebaseerd op Het tweede jungleboek van Rudyard Kipling. In de film volgen we het leven van Mowgli in de jungle, waar hij veel hachelijke momenten beleeft. Zo wordt hij gevangen door apen na een achtervolging in de bomen en door mensen bij een stoomtrein. In de spannendste scene van de film, waar hij in de verwurging van Kaa's kronkels terechtkomt, wordt Mowgli in een net gevangen en verdoofd door de jagers. Telkens weet hij echter op miraculeuze wijze te ontsnappen. De film is geregisseerd door Duncan McLachlan. De hoofdrollen worden vertolkt door Jamie Williams en Roddy McDowall.
De film zou officieel een vervolg zijn op de film The Jungle Book uit 1994, maar vertoont maar weinig connecties met die film. Het aparte aan de film is, dat er echte dieren zijn gebruikt. Zo is het befaamde jungle book karakter Kaa, een echte python, die zelfs in contact komt met Mowgli en hem, gestuurd door jagers, probeert te wurgen.

## Verhaal
De film speelt zich af in de tijd dat Mowgli ongeveer tien jaar oud is (en dus inmiddels vijf jaar in de jungle zou wonen). Bij aanvang van de film wordt hij opgejaagd door twee chimpansees totdat zijn vrienden Baloe en Bagheera hem te hulp komen.
Op een dag wordt Mowgli bij een rivier aangevallen door de tijger Shere Khan. Wanneer hij wegvlucht voor de tijger, komt hij terecht op een treinspoor, wat voor Mowgli volledig onbekend is, net als mensen. Daar wordt hij gezien door Harrison, de uitbater van een circus. Hij wil Mowgli graag als attractie en probeert hem te vangen wanneer Mowgli onder de trein terecht komt. Mowgli probeert te ontsnappen, maar een groep mannen uit de trein helpt Harrison Mowgli te vangen. Ze grijpen zijn armen en benen en voeren hem af naar een wagon. Mowgli probeert eraan te ontkomen en trapt en brult. Hij wordt toch meegenomen in de trein, alwaar een aantal mannen hem willen vastbinden. Mowgli is hen te snel af en weet uit de trein te ontsnappenen vlucht terug de jungle in. 
Om Mowgli toch te kunnen vangen roept Harrison de hulp in van Buldeo, Mowgli’s oom, een man genaamd Churchanda, en de slangentemmer Karait en diens huisdierslang Kaa. Karait heeft een onderonsje met Buldeo en zegt daarin dat niemand ontkomt aan Kaa. Als Kaa haar prooi heeft gevonden zal ze zich om het lichaam heen kronkelen. Steeds strakker en strakker. Ze zal zich om Mowgli heen wikkelen en hem pletten, zo verzekerd Kairait Buldeo.
Op een gegeven moment moet Mowgli van een grote groep apen ontsnappen in een verlaten ruïne. De jagers hebben Mowgli dan al gezien. Buldeo richt zelfs zijn verdovingsgeweer op Mowgli, maar juist als hij wil schieten springt Mowgli van de ruïne naar beneden aan een liaan. De mannen zien dat Mowgli op hen af komt gerend en verstoppen zich. Mowgli, die zich niet bewust is van de aanwezigheid van de mannen, vlucht nog voor de apen richting wen grote boom. Hij klimt erin met al zijn laatste krachten. De jagers zien de jongen de boom in klimmen en Harrison zegt de anderen mee te komen om de jongen te volgen.Buldeo pakt zijn verrekijker en ziet dat Mowgli in de boom gaat liggen. Hij aarzelt niet en zegt tegen Karait dat hij snel de slang op de jongen moet afsturen. Buldeo wil natuurlijk dat de slang Mowgli verplettert. We zien Kaa langzaam richting de boom glibberen. Na een tijdje valt Mowgli, die helemaal vermoeid en uitgeput moet zijn van de hele dag opgejaagd worden, in een diepe slaap. Harrison ziet dit en zegt tegen de anderen dat de jongen gaat slapen. De jagers weten dat ze slapende jongen nu te grazen kunnen nemen. Zeker nu de wurgslang Kaa Mowgli al bijna nadert. De mannen naderen de boom iets en wachten op wat Kaa zal uitrichten. Kaa glijdt langzaam vanaf een hogere tak in de boom richting Mowgli, die nog steeds in een diepe slaap op de boomtak ligt. Langzaam komt de python bij Mowgli in de buurt en hij laat zich langzaam over de nek van de jongen, langs zijn buik naar beneden glijden. De enorme slang begint zich om Mowgli’s middel te kronkelen. Langzaam wikkelt Kaa zich om hem heen. Mowgli, die toch wel wat jungle-instinct heeft, voelt er niks van en slaapt rustig door terwijl hij langzaam in de verwurging van de python komt vast te zitten. Hij moet in een diepe slaap zijn. De slang is Mowgli volledig aan het wurgen en steeds wordt de grip van Kaa strakker om het lichaam van de jongen. Buldeo kijkt tevreden als hij de jongen volledig in de verwurging van de python ziet, hij weet dat ze hem gaan vangen en dat Kaa hem misschien wel vermorzeld. Mowgli begint ineens wat te voelen en trekt zijn arm uit de kronkels van Kaa. Langzaam opent hij zijn ogen en nog half in een soort trance ziet hij de enorme python om zijn lichaam heen gewikkeld. Ineens realiseert Mowgli wat er gebeurt en hij schreeuwt het uit. Hoe komt hij uit die enorme kronkels van de slang? Hij denkt nog alleen te zijn in de gevaarlijke jungle en dan word je wakker in de dodelijke knuffels van een wurgslang. Kaa blijft Mowgli wurgen en verstevigd de strakke grip om Mowgli’s middel. De mannen zien dat Mowgli worstelt uit de verwurging te komen en ze weten dat ze nu moeten reageren. Mowgli leunt voorover en krabt met zijn nagels op de tak, hij probeert uit alle macht te ontsnappen maar de verwurging versuft hem. De mannen rennen snel naar de voet van de boom en spreiden een enorm net uit om Mowgli in op te vangen. Mowgli weet zich toch langzaam uit de kronkels te vechten. Kaa klemt zich nog wel vast aan Mowgli's voet. Langzaam glijdt de jongen uit die verwikkeling van Kaa en hangt dan nog met zijn andere been vast in een krul van de slang. Buldeo zegt tegen de anderen dat ze hem hebben, terwijl hij hoopte dat Mowgli fijngeknepen zou worden door de wurgslang. Karait sist naar Kaa, waarna de python Mowgli's been loslaat en hem zo in het grote net laat vallen. De jongen belandt precies zoals de jagers willen in het net en de mannen denken de jongen te hebben gevangen. Hij gromt en brult, maar de mannen overmeesteren de wilde, vechtende jongen. Ze zijn sterker en met meer. Ze weten het net om Mowgli heen te wikkelen, zodat hij nergens meer heen kan. Ze leunen op hem en drukken hem op de grond. Mowgli blijft terugvechten en dus zegt Harisson dat ze de jongen moeten verdoven. Harrison pakt zijn whiskey en forceert Mowgli het te drinken. Eerst spuugt hij het nog uit, maar na een tijdje moet de alcohol effect hebben gehad. Mowgli, versuft van de verwurging van de slang en het gevecht met de volwassen mannen, valt langzaam verslapt door de verdoving in slaap. De mannen kunnen hem nu afvoeren naar hun kamp.
De rest van de film wordt Mowgli nog een paar keer gevangen en ontsnapt hij ook weer, onder andere door tussenkomst van Shere Khan. In de climax leidt Mowgli de vier naar de ruïnes bewoond door een groep apen, alwaar hij en de dieren de vier weten te verslaan.

## Rolverdeling
| Acteur                   | Personage   |
| ------------------------ | ----------- |
| Gulshan Grover           | Baldev      |
| Jamie Williams           | Mowgli      |
| Bill Campbell            | Harrison    |
| Roddy McDowall           | King Murphy |
| David Paul Francis       | Chuchundra  |
| Dyrk Ashton              | Karait      |
| Cornelia Hayes O'Herlihy | Emily Reece |
| B.J. Hogg                | Col. Reece  |
| Amy Robbins              | Molly Ward  |
| Hal Fowler               | Capt. Ward  |

## Trivia
- Tijdens de opnames van de film werd Jamie Williams in zijn voet gebeten door een chimpansee. In sommige scènes is het verband om zijn voet zichtbaar.